# Латанський Сергій Васильович
Сергій Васильович Лата́нський (нар. 10 жовтня 1929, Луківка — пом. 30 листопада 2016, Запоріжжя) — український мистецтвознавець, художник і скульптор; член Спілки радянських художників України з 1985 року, Спілки майстрів народного мистецтва України з 1991 року, Національної спілки журналістів України з 2010 року. Батько художниці Оксани Латанської.

## Біографія
Народився 10 жовтня 1929 року в селі Луківці (нині Звенигородський район Черкаської області, Україна). 1958 року закінчив Одеське художнє училище, де навчався зокрема у Івана гурського, Михайла Жука. У 1968 році закінчив Київський університет.
Протягом 1959—1981 років у Запоріжжі очолював студію образотворчого мистецтва Палацу піонерів. 1970 року нагороджений медаллю «За доблесну працю». У 1981—1989 роках працював методистом виставкового залу Запорізького художньо-виробничого комбінату. Жив у Запоріжжі, в будинку на вулиці Горького, № 59 а, квартира № 21. Помер у Запоріжжі 30 листопада 2016 року.

## Творчість

### Мистецтвознавство
Досліджував творчість митців Запорозької області. Упорякував
- комплект листівок «Художники Запоріжжя» (1986);

каталоги
- «Заслужений художник УРСР Федір Шевченко» (1977);
- «Народний художник України Євген Чуйков» (1985).

Автор праць
- «Народні майстри Придніпров'я» (1978, у співавторстві);
- «Самоцвіти Запоріжжя» (1981);
- «Народне та образотворче мистецтво Запоріжжя» (2007);
- «Незабутнє» (2009);
- «Поклик життя — журналістика» (2012)

Написав низку статей в Енциклопедії сучасної України.

### Образотворче мистецтво
Працював у галузях станкового живопису і станкової графіки, скульптури. Створював акварельні та живописні пейзажі, портрети, тематичні картини у реалістичному стилі. Серед робіт:
живопис
- «Дружина» (1960, полотно, олія);
- «Хортиця. Козацька брама» (1970);
- «Оркестранти» (1971);
- «Мати» (1978);
- «Седнів. На річці Снов» (1984);
- «Схід сонця на озері» (1985);
- «Седнів» (1987);
- «Тарас серед земляків» (2002);
- «На Седнівському лузі» (2002);
- «Дніпровська гребля» (2003);
- «Старий Дніпро» (2007);
- «Іван Мазепа» (2009);
- «Богдан Хмельницький і бандура» (2009);
- «Розстріл бандуристів. Харків, 1937 рік» (2009);
- «Батько» (2009);
- «На річці Хорол» (2009);
- «Тарас Шевченко на острові Хортиця 1843 року» (2010);

графіка
- «Видубицький монастир» (1970);
- «Людмила» (1975);
- «Квіти і фрукти» (1980);
- «Гладіолуси» (1984);
- «Мати» (1987);
- «На фермі» (1992, туш, перо);
- «Церква» (1999);
- «Монастир» (2001);
- «Кобзар» (2002);
- «Перемога» (2005);
- цикл «До 200-річчя від дня народження Тараса Шевченка» (2014);

скульптура
- «Плач Катерини» (1968);
- «Кирило Кожум'яка» (1982);
- «Лев Толстой» (1987);

інше
- керамічний сервіз «Гвоздики» (1957);
- набір для письма «Казка» (1958);
- меморіальна дошка І. Лукашу (2003).

Брав участь у мистецьких виставках з 1960 року. Персональні виставки відбулися у Запоріжжі у 1976, 2009, 2014 роках.
Деякі роботи зберігаються у Запорізькому, Бердянському і Черкаському художніх музеях, Катеринопільському і Черкаському краєзнавчих музеях, Літературно-меморіальному музеї Тараса Шевченка у селі Шевченковому Звенигородського району Черкаської області.